# Pseudopallenis baltica
Pseudopallenis baltica is een keversoort uit de familie mierkevers (Cleridae). De wetenschappelijke naam van de soort is voor het eerst geldig gepubliceerd in 1964 door Crowson.